# Бунт срещу Антонин
Бунтът срещу Антонин датира от 161 година, последната година от управлението на император Антонин Пий.
Еврейският бунт избухва в Галилея в подкрепа на партите скупчени по границите със Сирия. Следващият император Марк Аврелий смазва бунта.